# Restos del Castillo de Almazora
El castillo de Almazora se encuentra junto a la CN-340, ubicado en una pequeña elevación en el margen izquierdo del río Mijares, entre los puentes de piedra y de hierro que existen en la actualidad,  en la localidad del mismo nombre, en la comarca de la Plana Alta de la provincia de Castellón. Se trata de un monumento catalogado como Bien de Interés Cultural, según consta en la Dirección General de Patrimonio Artístico de la Generalidad Valenciana, con la denominación oficial de Restos del castillo de Almassora. Presenta anotación ministerial número: R-I-51-0012120, con fecha de anotación 25 de marzo de 2008.

## Historia
Con la ocupación musulmana empezada en el siglo VIII, el núcleo de población invasora se encontraba ubicado en el castillo de Almazora. Su  reconquista, según el historiador Diago, se llevó a cabo en el año 1234. En el Libro de los Hechos de Jaime I se relata como Pedro Cornel  conquista el castillo de Almazora, y sus moradores, según consta  en su Carta de Privilegios (1235), quedan bajo la custodia de Jaime I, medida con la cual se  trataba de atraer repobladores cristianos. Más tarde el monarca cedió el dominio al Monasterio de Santa Cristina, de Somport (Huesca), consiguiendo Carta Puebla  en 1237, estipulada según fuero de Burriana, y confirmada en 1243  por el propio rey respetando íntegra  su redacción.  Más tarde, en 1245, el rey  infeuda la villa al Obispo de Tortosa, quedando ligada  hasta la abolición de los señoríos. En 1247 el prelado Pons de Torrella decidió  trasladar la ciudad desde el Castillo a su emplazamiento actual; consiguiendo el nuevo núcleo poblacional, que  ya estaba amurallado a fines del siglo XIII, numerosas prerrogativas.

## Descripción
Quedan actualmente muy pocos restos del castillo y, pese a que el emplazamiento del castillo tuvo ocupación desde la Edad de Bronce, parte los mentados restos pueden datarse como de origen musulmán, pese a encontrarse vestigios iberos e incluso de la Edad de Hierro.
Su estado es de total ruina (en parte debido a una avenida del río Mijares), quedando tan solo algún  lienzo de las murallas y restos de algunas torres.
Para autores, como Forcada Martí, su planta era rectangular, presentando restos de varias estructuras defensivas como: torres, algún  lienzo de muralla (con restos de aspilleras), y algunos muros. La fábrica es de  tapial de mortero,  en algunos tramos combinada con piedras ordenadas, así como  piedras de diferentes tamaños trabadas con mortero.
En el archivo de la catedral de Tortosa se puede ver  una imagen del castillo datada en 1314, así como la Carta de privilegio.